# Передовица
Передовица (разг. или проф.-жарг.) — передовая статья, помещаемая на первой полосе газеты или журнала, отображающая наиболее важный, по мнению редакции, материал публикации на момент выхода. В СССР была одним из важных средств пропаганды.
Слово употреблялось преимущественно в советские времена, но возникло раньше: ещё у Н. С. Лескова в рассказе «Колыванский муж» (1888) читаем: «У дяди всегда все выходило так хорошо и выспренно, как будто он Аксакову в газету передовицу пишет». В словарях это слово впервые зафиксировано не в «Толковом словаре русского языка» Д. Н. Ушакова, как порой утверждается, а по крайней мере двумя десятилетиями раньше, в «Малом толковом словаре русского языка» П. Е. Стояна (Пг., 1915. — С. 391): «передовица передовая статья въ газетѣ, об. безъ подписи, по важному вопросу дня.»